# Đồ châu báu của Vua Ba Lan

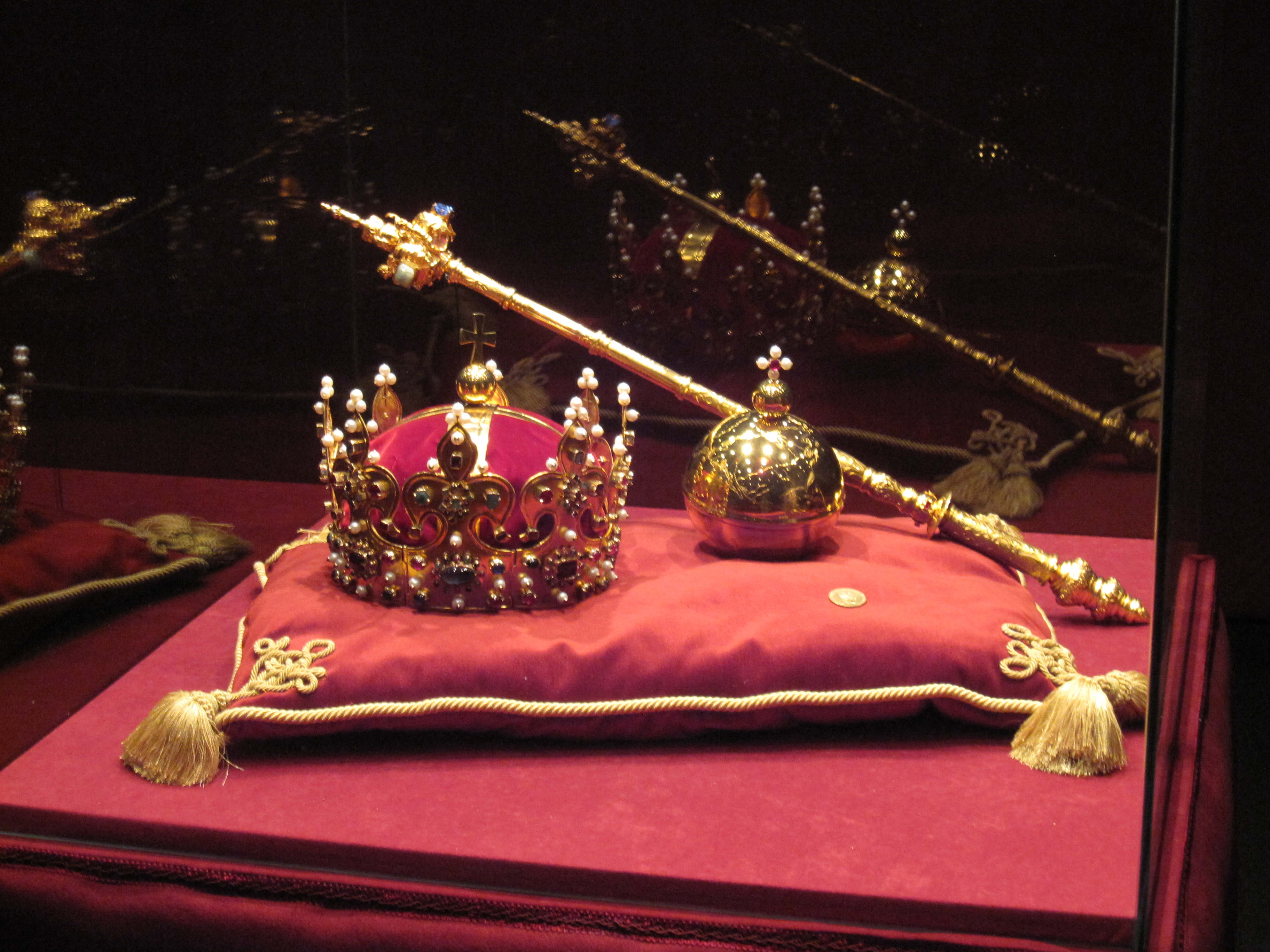
Bản sao của Vương miện của Bolesław I Dũng cảm, quả cầu hoàng gia và vương trượng được dùng trong lễ đăng quang của Stanisław August Poniatowski năm 1764

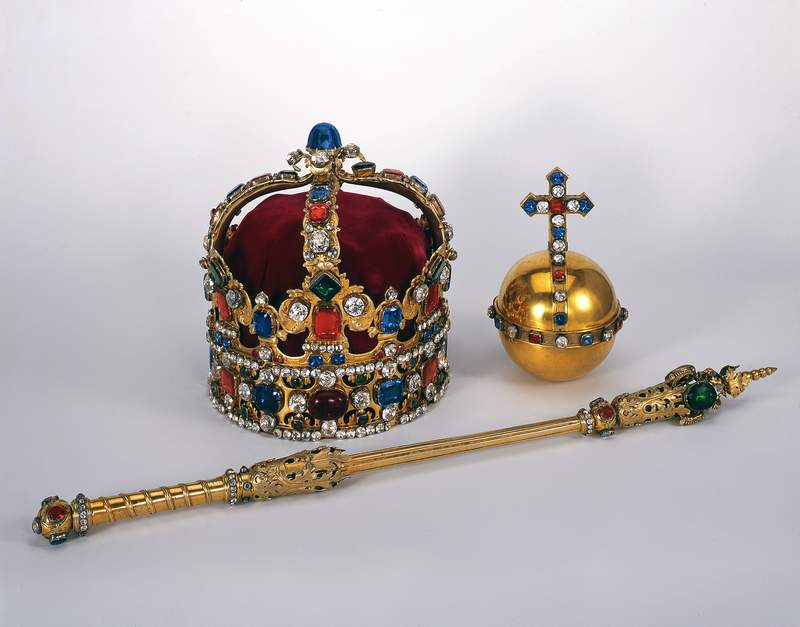
Biểu chương của Vua Augustus III

Nguyên bản duy nhất còn tồn tại của Đồ châu báu của Vua Ba Lan từ thời kỳ Triều đại Piast là thanh Kiếm nghi lễ – Szczerbiec. Cùng với các vật phẩm hoàng gia khác còn lưu giữ được, thanh kiếm hiện được trưng bày tại Bảo tàng Lâu đài Hoàng gia Wawel ở Kraków.
Một số vương miện hoàng gia đã được chế tác, trong số những tác phẩm từ thế kỷ 16 có một "Vương miện Hungary", một "Vương miện Thụy Điển" được các vua Vasa sử dụng và những vật khác sau đó bị thất lạc hoặc phá hủy. Vương miện biểu chương được các vua Sachsen sử dụng, và một vài vật còn lại của Danh sách các quốc vương Ba Lan cũ bị chiếm đoạt bởi vua Augustus II, cũng là Tuyển đế hầu quốc Sachsen; chẳng hạn như một chiếc cốc của Nữ hoàng Jadwiga còn được gọi là roztruchan, và áo giáp lớn và đẹp được gọi tên là karacena của Vua Jan III Sobieski đều được trưng bày tại Grünes Gewölbe và Rüstkammer ở Dresden, Đức.

## Lịch sử

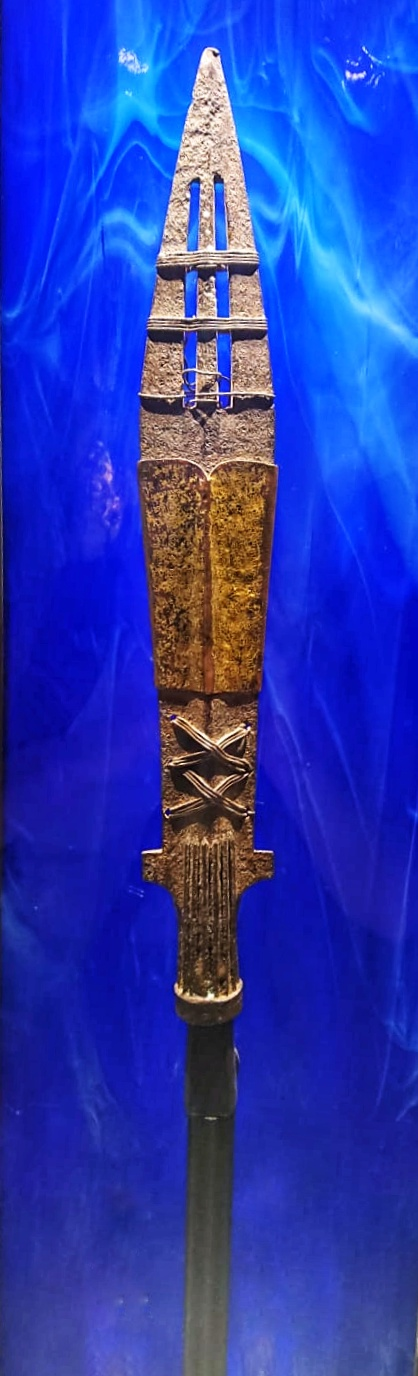
Bản sao của Thánh giáo Ba Lan, Ngân khố của Nhà thờ chính tòa Wawel

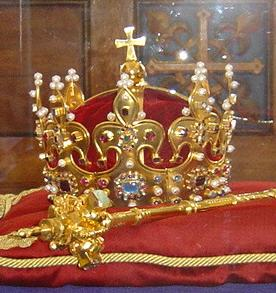
Vương miện của Bolesław I Dũng cảm

Năm 1000 CN, trong lần hành hương đến mộ của Thánh Adalbert ở Gniezno, thủ đô của Ba Lan cho đến khoảng năm 1040, Hoàng đế Otto III đã chính thức công nhận Công tước Bolesław I Dũng cảm là Vua của Ba Lan (xem Hội nghị ở Gniezno), được trao vương miện và tặng một bản sao của Thánh giáo - còn được biết đến với tên gọi Ngọn giáo của Thánh Maurice. Cùng với vexillum (tạm dịch: lá cờ) gắn liền với Di tích này, có lẽ đây là phù hiệu đầu tiên của Vương quốc Ba Lan sơ khai, một biểu tượng quyền lực của Vua Bolesław và lòng trung thành của ông đối với Hoàng đế. Vẫn chưa biết hình ảnh gì, nếu có, được vẽ hoặc thêu trên vexillum.
Bắt đầu từ năm 1320, biểu chương của các vua Ba Lan được lưu giữ tại ngân khố của Nhà thờ chính tòa Wawel. Năm 1370, Lajos I của Hungary quyết định chuyển biểu chương của Ba Lan về Hungary nhưng được Hoàng đế Sigismund của Luxemburg trả lại cho sứ thần Andrzej của Rożnów vào năm 1412. Trong thời gian trị vì của Triều đại Jagiellon, biểu chương đã được chuyển từ nhà thờ chính tòa sang Lâu đài Wawel và được đặt trong Ngân khố riêng biệt dành cho Nhà Vua. Vào thế kỷ 17, bản sao nhiều lần được đưa đến Warszawa phục vụ lễ đăng quang của Các Nữ hoàng Ba Lan. Trong trận Đại hồng thủy năm 1655, phù hiệu hoàng gia đã được Jerzy Sebastian Lubomirski, Đại Nguyên soái của Nhà vua bảo vệ và giấu trong lâu đài cổ ở Stará Ľubovňa. Chúng được lưu giữ ở đó đến năm 1661. Vào năm 1703, trong Đại chiến Bắc Âu, một lần nữa các bản sao lại được cất giấu, đầu tiên là ở Silesia, sau đó là ở Morava. Trong đợt bầu cử kép năm 1733, biểu chương bị môn đồ của Stanisław I Leszczyński là Franciszek Maksymilian Ossoliński - Đại Thủ quỹ của Nhà vua, đánh cắp và cất giấu chúng trong Vương cung thánh đường Thánh giá ở Warszawa. Tuy nhiên vào năm 1734, chúng được thu hồi ở nơi cất giấu và được gửi vào Tu viện Jasna Góra và được lưu giữ tại đây cho đến năm 1736. Năm 1764, với đồng thuận của Sejm (Hạ viện), bản sao hoàng gia đã được chuyển đến Warszawa cho lễ đăng quang của Vua Stanisław August Poniatowski. Sau đó được trả về cho Lâu đài Wawel, nơi chúng được bảo quản cho đến Lần chia cắt Ba Lan thứ ba vào năm 1795.
Ngày 15 tháng 6 năm 1794, Quân đội Phổ tiến vào Kraków và chiếm Lâu đài Wawel, sau đó biến nơi đây thành một pháp đài. Ngay sau đó, chỉ huy thành phố, tướng Leopold von Reuts gửi một thư cho Berlin về số phận của các đồ đạc trong dinh thự của các vị vua Ba Lan. Bí mật lớn nhất là theo lệnh của vua Friedrich Wilhelm II của Phổ, ông được lệnh chuyển các đồ vật hiện có trong Ngân khố của Nhà vua cho Ủy viên Hội đồng Bí mật, Anton Ludwig von Hoym, người sẽ bảo đảm vận chuyển Ngân khố qua Silesia để đi Berlin. Người thợ khóa do những người Phổ mang đến đã phá các ổ khóa của ngân khố và sau đó mở toàn bộ các hộp đựng. Những vật có giá trị được chuyển đi năm 1794 và tìm thấy vị trí của mình trong bộ sưu tập của Nhà Hohenzollern ở Berlin.
Năm 1800, các vật có giá trị được cất giữ ở Cung điện Thành phố Berlin nơi chúng được Hoàng tử Augustus Frederick, Công tước xứ Sussex ngưỡng mộ, như thông tin trao đổi với Julian Ursyn Niemcewicz. Năm 1809, bản sao của Ba Lan được định giá 525,259 Thaler (tiền tệ) và ngay sau đó, ngày 17 tháng 3 năm 1809, theo quyết định của Frederick William III, toàn bộ các biểu chương đều bị nung chảy. Lượng vàng thu được tái sử dụng để đúc tiền xu, còn đá quý và ngọc trai được giao cho Ban Giám đốc Thương mại Hàng hải ở Berlin.

## Các bộ phận chi tiết

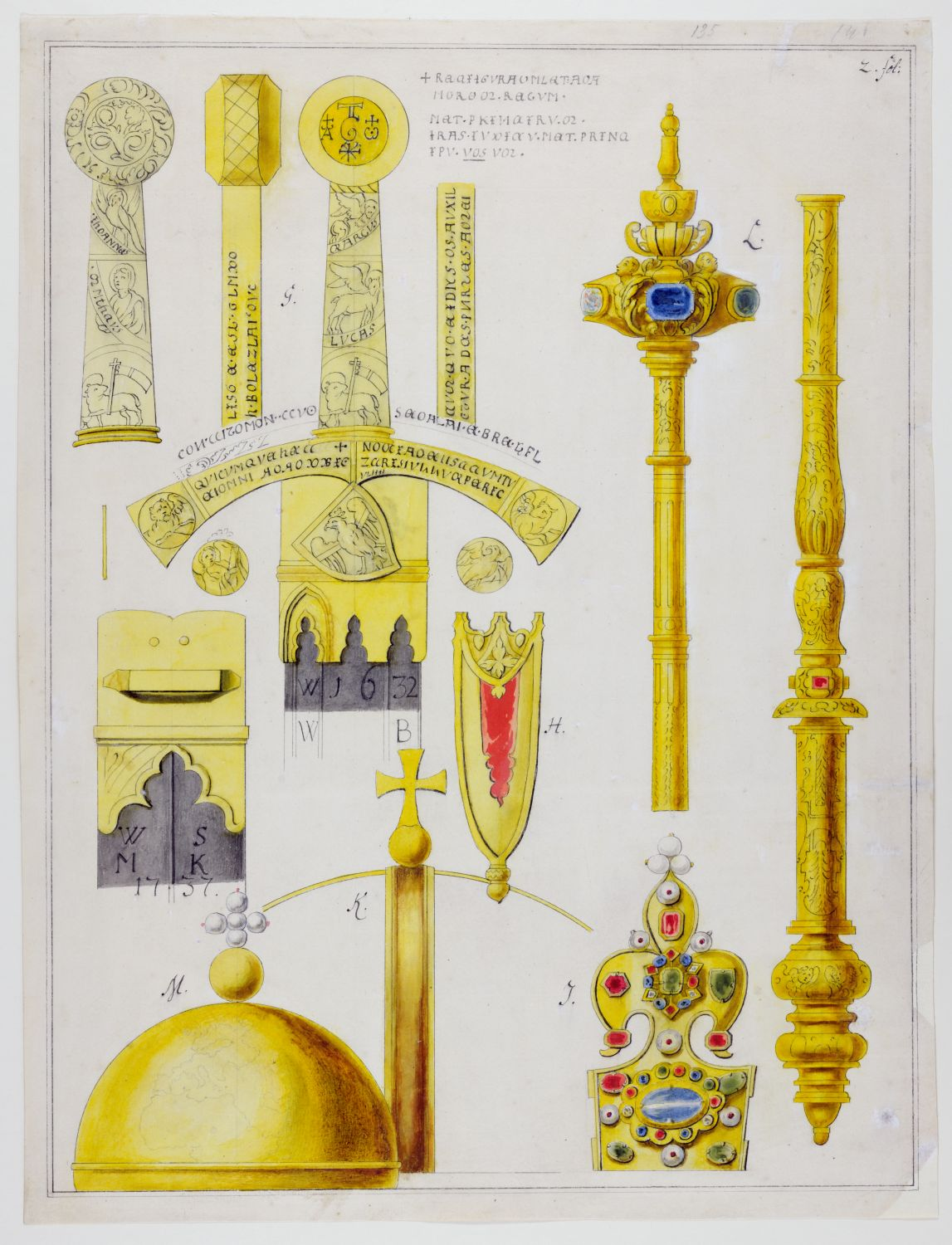
Bản vẽ chi tiết của Krzysztof Józef Werner về các phần của biểu chương như kiếm Szczerbiec, Vương miện của Bolesław I Dũng cảm, vương trượng và quả cầu hoàng gia (trước năm 1794)

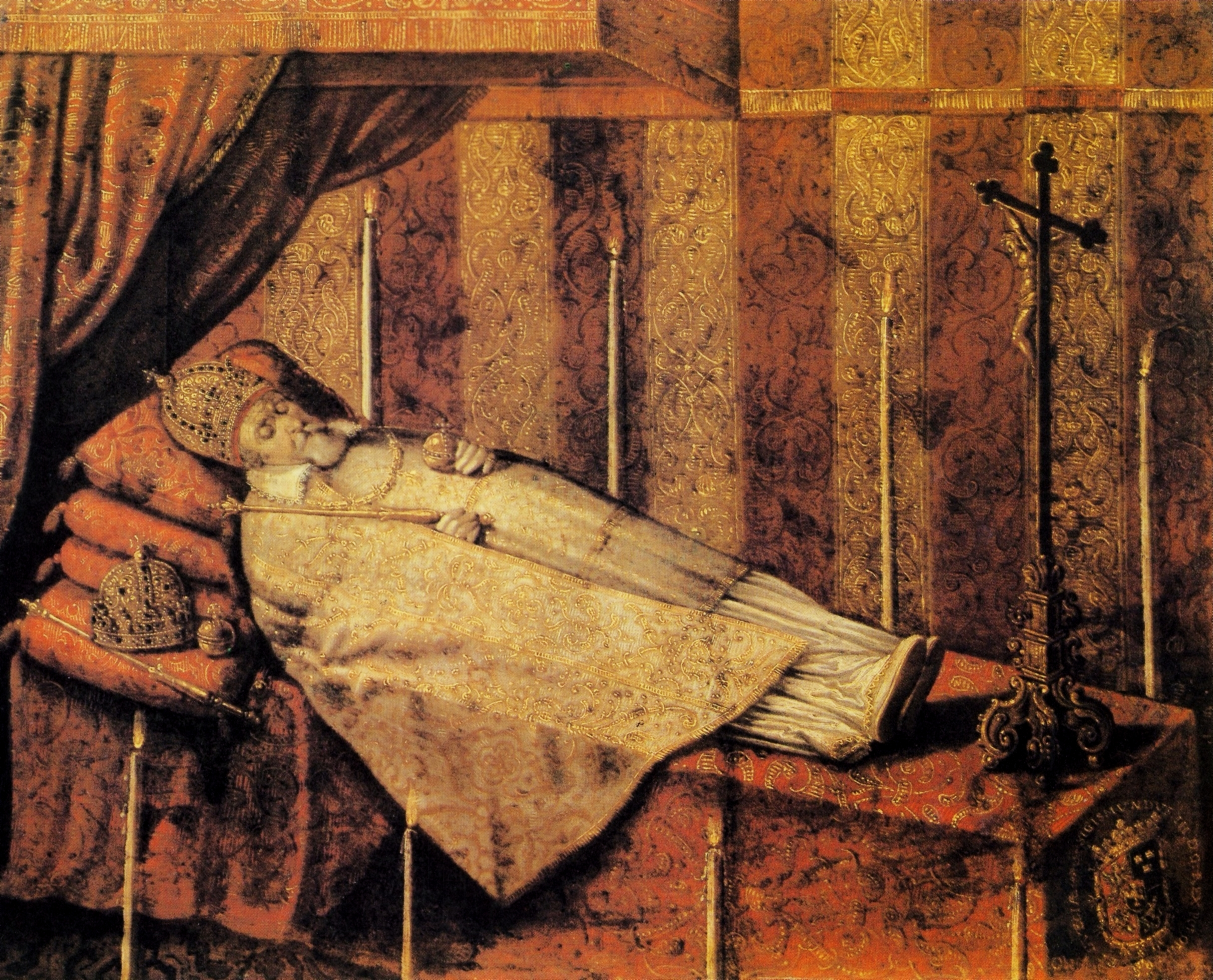
Sigismund III Vasa nằm trên bệ táng được trưng bày ở Phòng Bảo vệ tại Cung điện Hoàng gia ở Warszawa. Do Christian Melich vẽ khoảng năm 1632. Nhà vua được miêu tả với "Vương miện Muscovy" trên đầu và "Vương miện Thụy Điển" đặt trên gối để cạnh ông.

Theo một đợt kiểm kê Ngân khố Nhà nước tại Lâu đài Wawel được thực hiện vào năm 1633 bởi Jerzy Ossoliński, Quan chưởng ấn của Nhà vua, Biểu chương của Nhà vua của Liên bang Ba Lan và Lietuva (được giữ trong năm cái rương) bao gồm:
- Vương miện của Bolesław I Dũng cảm, theo một truyền thuyết thì vương miện được Hoàng đế Otto III trao cho Quốc vương Ba Lan đầu tiên, làWładysław I Nhỏ con
- "Vương miện Nữ hoàng" được làm cho Jadwiga của Kalisz
- "Vương miện Hungary" được làm cho John II Sigismund Zápolya theo Vương miện Thần thánh Hungary
- "Vương miện Homagialis" để nhận thần phục, được làm cho Władysław II Jagiełło
- "Vương miện Tang lễ" dự định dành cho các lễ tang của các quốc vương Ba Lan, được làm cho Stephen Báthory
- ba Quyền trượng và ba quả cầu cắm thánh giá
- một dây chuyền bạc với thánh tích của thánh giá (Crux cum ligno Vitae)
- các thánh giá và thánh tích Ruthenian
- Kinh thánh tiếng Latinh được sao chép trên giấy da
- sừng tê giác (Cornus Rynocerotis)
- Szczerbiec, Kiếm Đăng quang đã được sử dụng trong các lễ trao vương miện của phần lớn các vua Ba Lan
- Kiếm Grunwald, hai thanh kiếm của Hiệp sĩ Teuton trao cho Vua Władysław Jagiełło tại Trận Grunwald
- thanh kiếm của Bolesław Táo bạo
- thanh kiếm của Zygmunt I của Ba Lan
- ba mũ tua rua đính ngọc trai
- một rương lớn với các hộp châu báu, trong đó có một viên hồng ngọc lớn, một viên kim cương 0,94 cara (188 mg), 200 viên kim cương nhỏ, một viên ngọc lục bảo lớn, và các châu báu khác.[14][15][16]

Ngoài ra còn có ngân khố riêng của Vasa (được lưu giữ tại Cung điện Hoàng gia ở Warszawa) gồm có:
- "Vương miện Thụy Điển" được làm cho Vua Zygmunt II của Ba Lan
- "Vương miện Muscovy" chế tác khoảng năm 1610 cho lễ đăng quang của Hoàng tử Władysław Vasa với tư cách là một Sa hoàng của Nga
- một chân đế huy hiệu Đại bàng Trắng bằng bạc cho vương miện hoàng gia (bạc nguyên chất, được mạ vàng một phần, cao 89 cm); đại bàng được Abraham Drentwett và Heinrich Mannlich tạo ra khoảng năm 1666 cho Vua Jan II Kazimierz Waza ở Augsburg; được giới thiệu trong giai đoạn suy yếu quân sự của Liên bang Ba Lan và Lietuva sau trận Đại hồng thủy và thua trận trong chiến tranh chống lại Đế quốc Ottoman của Sa hoàng Nga Tsar và VuaMichael Korybut.[17]

Năm 1697, một thợ khóa ở Freiburg là Johann Friedrich Klemm đã thực hiện thay thế cho biểu chương, được biết đến với tên gọi Vương miện của Augustus II Mạnh mẽ và dự định dùng cho lễ lên ngôi với cương vị là Vua Ba Lan. Tuy nhiên vương miện này chưa bao giờ được sử dụng vì hai tu sĩ đã đột nhập Ngân khố Nhà nước ở Lâu đài Wawel và đánh cắp biểu chương nguyên bản. Vương miện của Augustus II được lưu giữ tại Dresden Armory.
Toàn bộ các vương miện biểu chương nguyên bản đã bị cướp bởi những người Phổ (trừ "Vương miện Muscovy") vào năm 1795 sau khi Khối thịnh vượng chung bị chia cắt lần thứ ba và bị phá hủy theo lệnh của Friedrich Wilhelm III hồi tháng 3 năm 1809 (ngoại trừ Szczerbiec).
Năm 1925, Chính phủ Ba Lan đã mua lại biểu chương Bạc của Vua August III của Ba Lan và Nữ hoàng Maria Josepha ở Viên với giá $35,000 (175,000 zł). Nó gồm hai vương miện, hai Quyền trượng và hai quả cầu cắm thánh giá được chế tác khoảng năm 1733. Nguyên bản của Vương miện Biểu chương được Franciszek Maksymilian Ossoliński cất giấu trong thời gian Chiến tranh kế vị Ba Lan. Các châu báu được trưng bày tại Warszawa cho đến năm 1939, và bị quân đội Đức đánh cắp vào năm 1940. Sau đó được quân đội Xô viết ở Đức tìm thấy và gửi về Liên Xô nơi chúng được bảo vệ cho đến năm 1960 thì trả về cho phía Ba Lan. Ngày nay các di vật này được lưu giữ tại Bảo tàng quốc gia Warszawa.

### Hình ảnh

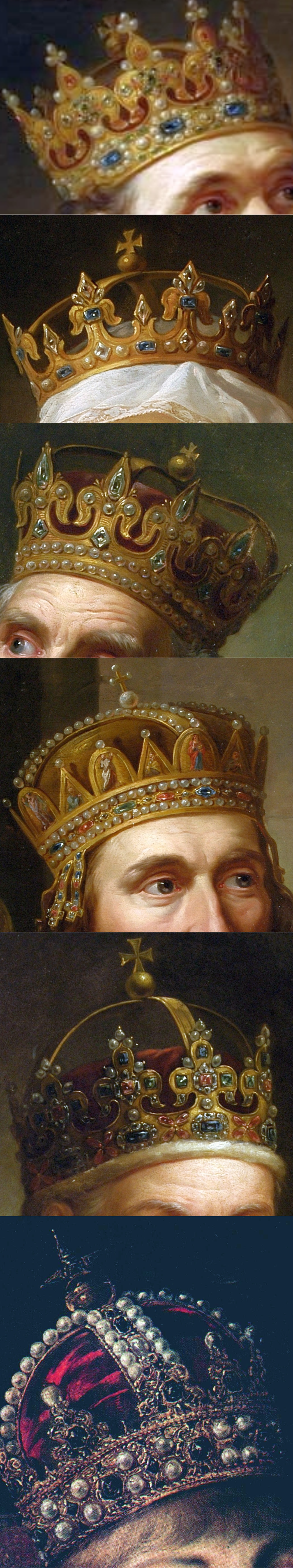
Vương miện của các Vua Ba Lan

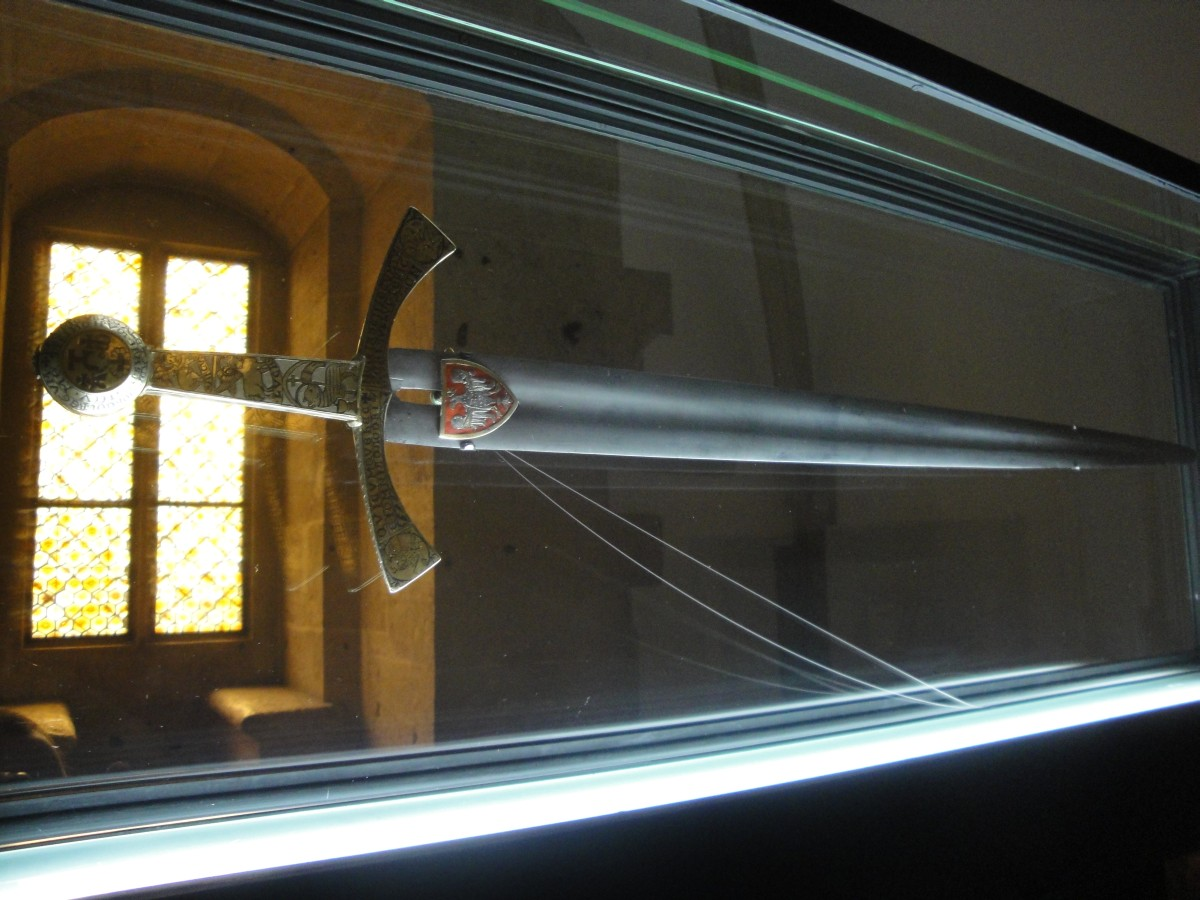
Szczerbiec (Gươm đăng quang của Ba Lan; mặt trước)
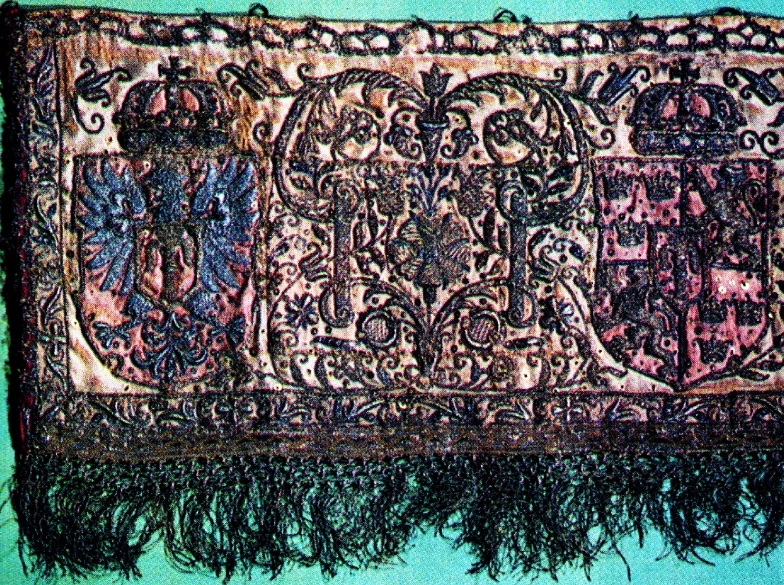
Áo choàng đăng quang của Władysław IV (phần chi tiết) với Phù hiệu áo giápPhù hiệu áo giáp Ba Lan và Thụy Điển
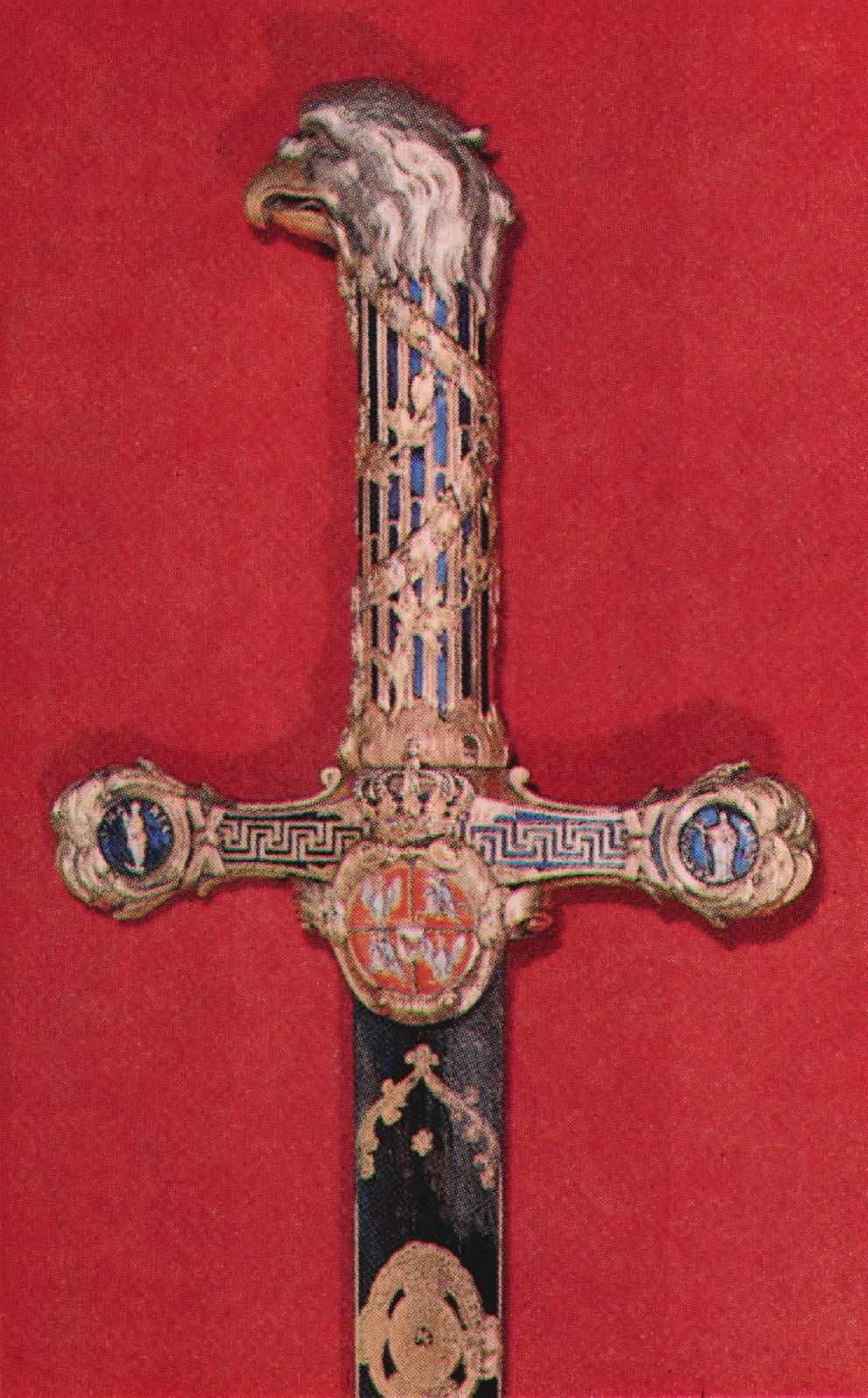
Kiếm nghi lễ của Vua Stanisław II August
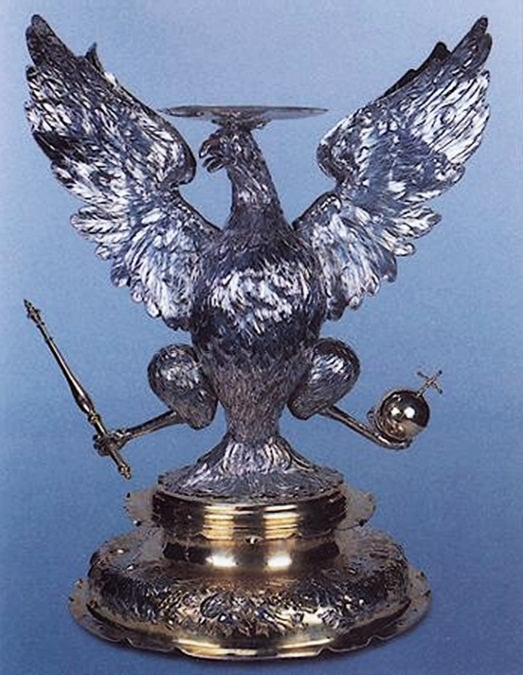
Chân đế huy hiệu Đại bàng Trắng bằng bạc dành cho vương miện hoàng gia
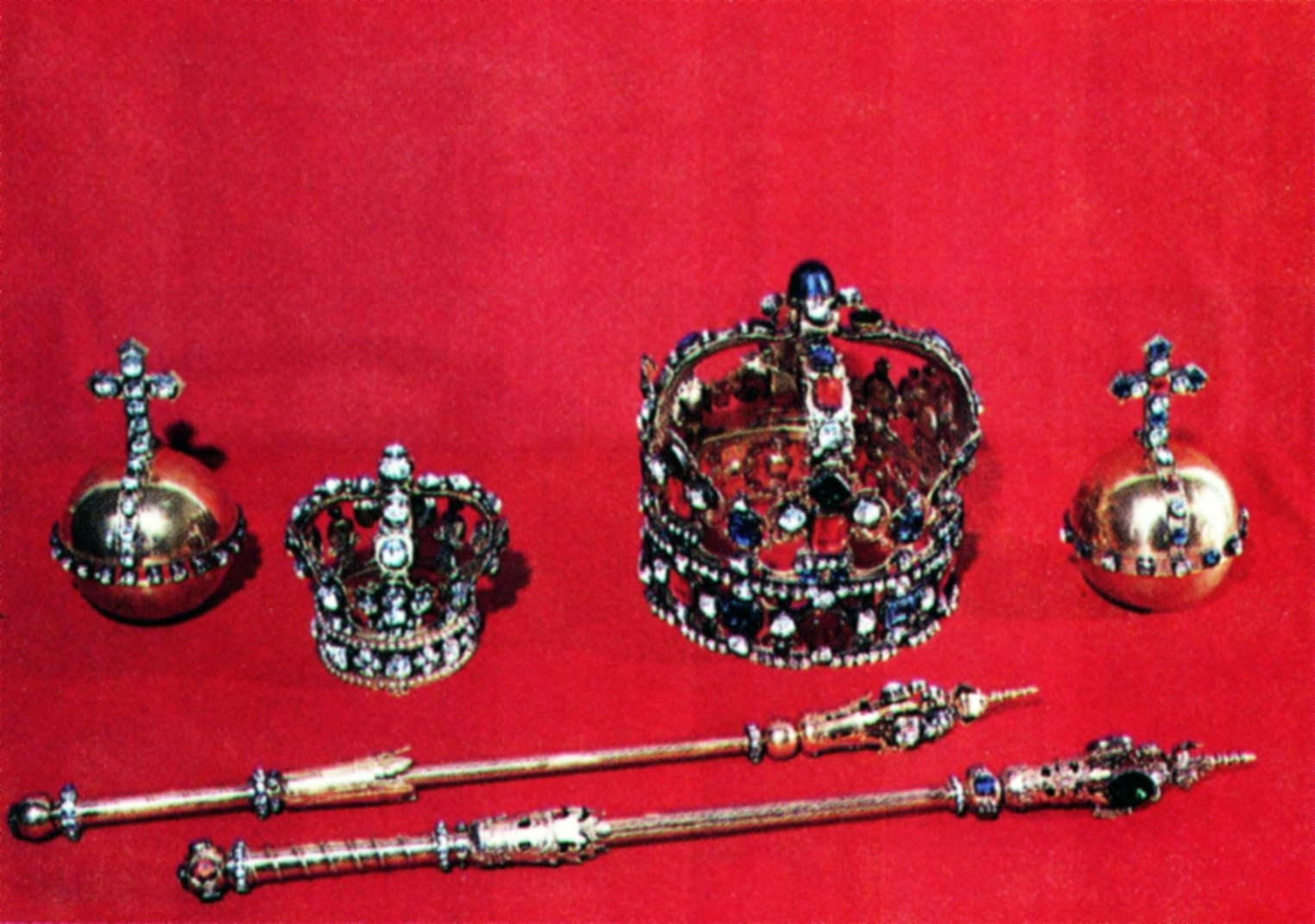
Biểu chương bằng bạc của Vua August III của Ba Lan và Nữ hoàng Maria Josepha
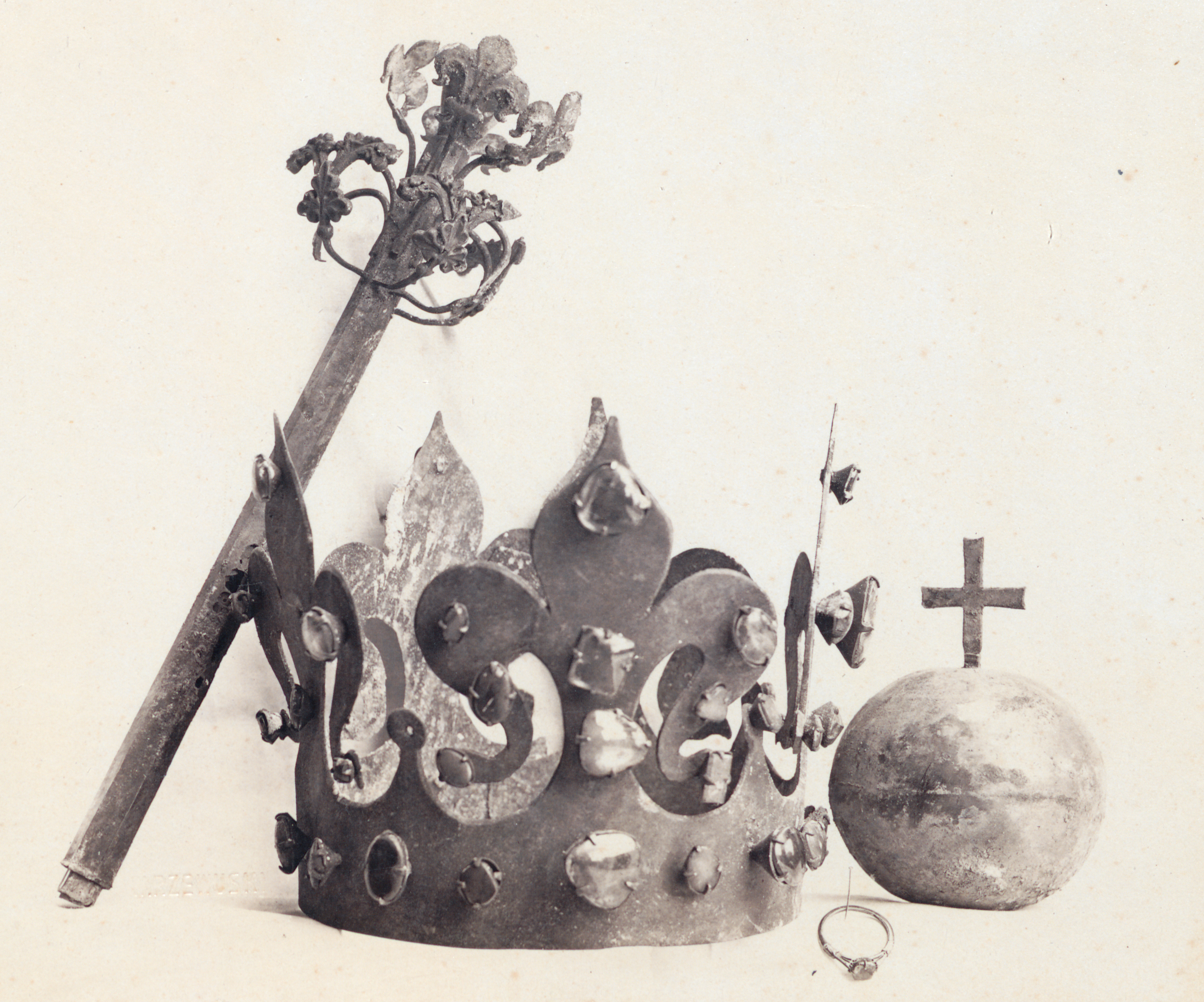
Biểu chương tang lễ của Vua Kazimierz III của Ba Lan
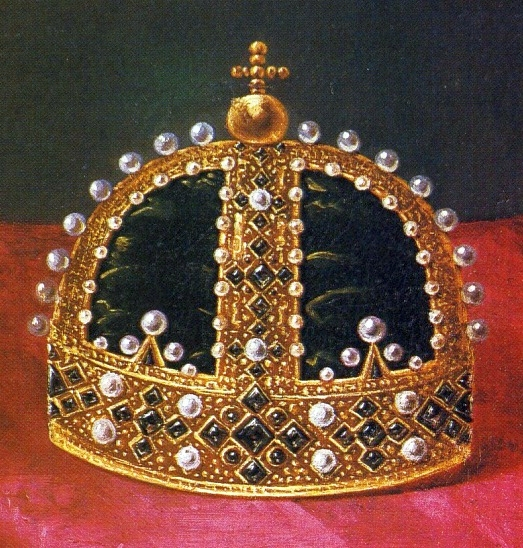
Vương miện của Vua Władysław IV Vasa
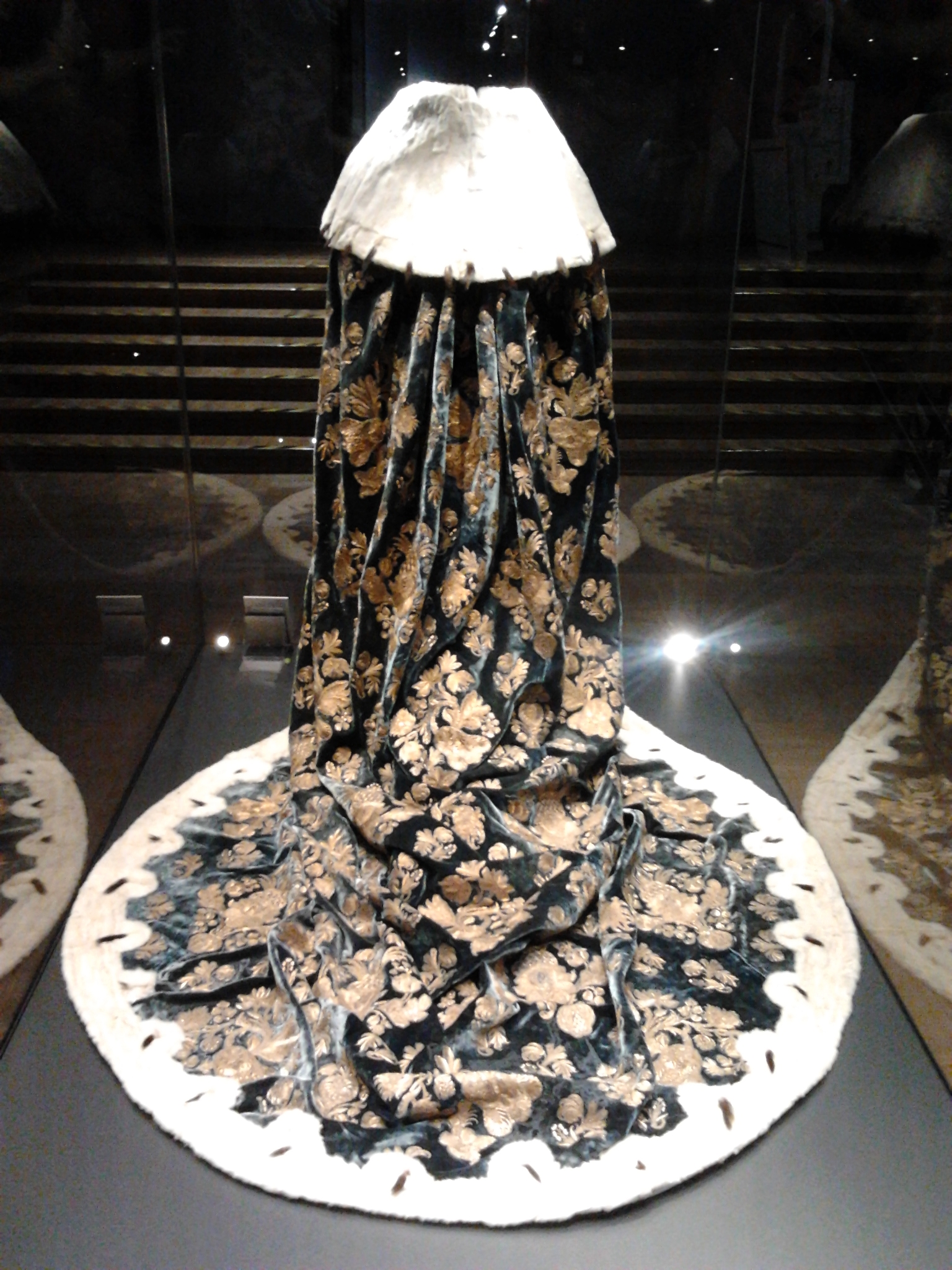
Áo choàng (trang phục hoàng gia) của Augustus III được lưu giữ tại Bảo tàng quốc gia ở Warszawa